# Jolanta Wołłejko
Jolanta Wołłejko (ur. 15 września 1942 w Grodnie) – polska aktorka filmowa, teatralna i dubbingowa.

## Życiorys
W 1964 roku ukończyła studia na wydziale aktorskim PWST w Warszawie. Jest córką Haliny Czengery i Czesława Wołłejki i starszą siostrą Magdaleny Wołłejko.

## Filmografia
- 1967: Długa noc jako Marta, córka Piekarczykowej
- 1968: Stawka większa niż życie – tancerka w odc. 4 „Café Rose”
- 1969: Nowy jako Janka
- 1973: Poszukiwany, poszukiwana jako niania, zainspirowana Marysią
- 1978: Zielona miłość jako sekretarka ojca „Sarny”
- 1979: Tajemnica Enigmy jako Jadwiga Palluth
- 1979: Sekret Enigmy jako Jadwiga Palluth
- 1982: Punkty za pochodzenie jako pani Marysia, nauczycielka dykcji
- 1984: 07 zgłoś się jako doktor Iwona Lubowicka, kobieta podwożona przez Borewicza w wigilię na cmentarz
- 1999–2007: Na dobre i na złe jako Tywerowa, matka Natalii
- 2010: Barwy szczęścia jako profesorka, wykładowczyni Julii (odc. 471)
- 2011: Ojciec Mateusz jako żona mecenasa Skotnickiego (odc. 72)
- 2015: Przyjaciółki jako właścicielka willi (odc. 60)
- 2015: M jak miłość jako kobieta w Żninie (odc. 1158)
- 2017: M jak miłość jako kobieta (odc. 1319)
- 2018: Dziewczyny ze Lwowa jako sąsiadka pani Wandy (odc. 32)

## Polski dubbing
- 1960–1966: Flintstonowie
- 1962–1987: Jetsonowie
- 1962: 300 Spartan
- 1964: Różowa Pantera: Strzał w ciemności
- 1965: Pinokio w kosmosie
- 1967: Skradziony balon – Katka Tenfield
- 1972–1973: Nowy Scooby Doo
- 1976: Ja, Klaudiusz − Plancyna
- 1984–1991: Mapeciątka (druga wersja dubbingowa)
- 1985: 13 demonów Scooby Doo
- 1985: Guziczek
- 1986: Wielki mysi detektyw – królowa
- 1987–1990: Kacze opowieści (druga wersja dubbingowa) – pani Dziobek
- 1992: W 80 marzeń dookoła świata
- 1992–1997: X-Men
- 1994: Bodzio – mały helikopter
- 1994: Patrol Jin Jina
- 1994: Skoś trawnik tato, a dostaniesz deser – Carol Cochran
- 1994–1998: Spider-Man (druga wersja dubbingu) –
  - pielęgniarka (odc. 14-15),
  - Emma Farrell (odc. 32),
  - Susan Choi (odc. 33-34)
- 1995: Skarbczyk najpiękniejszych bajek
- 1995: Balto - Jenna
- 1996–1997: Kacza paczka
- 1998: Teknoman
- 1998: Babe: Świnka w mieście – Pudelka
- 1998: Rudolf czerwononosy renifer – żona Mikołaja
- 1998–1999: Zły pies – mama Potanska
- 1999–2002: Chojrak – tchórzliwy pies
- 2000–2002: Owca w Wielkim Mieście – Szmalbogacka
- 2000–2006: Hamtaro – wielkie przygody małych chomików
- 2001: Ach, ten Andy! –
  - pani Weebles (I i II seria),
  - pani Murphy (II seria)
- 2001–2003: Gadżet i Gadżetinis
- 2001–2004: Samuraj Jack – strażniczka Kamienia Neptuna (odc. 12)
- 2002: Złap mnie, jeśli potrafisz – Carol Strong
- 2002: Cyberłowcy
- 2002: Tego już za wiele – mama Pam
- 2002–2005: Co nowego u Scooby’ego?
- 2003: Wojownicze Żółwie Ninja –
  - reporterka TV (odc. 2-4, 38, 40),
  - napadnięta kobieta (odc. 4),
  - Doktor Marion Richards (odc. 5, 37),
  - chłopiec (odc. 5),
  - babcia Angel (odc. 8),
  - napadnięta kobieta (odc. 12),
  - kobieta w serialu (odc. 37)
- 2003: Tutenstein –
  - dr Wanderweel,
  - Bastet,
  - Isis
- 2003: Przepowiednia żab – słonica Denise
- 2004: Iniemamocni
- 2004: Żony ze Stepford
- 2004: Gwiezdne jaja: Część I – Zemsta świrów – kwestująca
- 2004: Opowieść z życia lwów – matka
- 2004: Atomowa Betty – babcia Betty
- 2004–2007: Danny Phantom – Ida
- 2004–2015: Klub Winx – Faragonda
- 2005: Czerwony traktorek
- 2007: Złoty kompas
- 2007: Poszukiwanie nieskończoności – królowa Mantasphidów
- 2009: Alvin i wiewiórki 2
- 2010: God of War III
- 2010: God of War: Duch Sparty – narrator
- 2011: Batman: Odważni i bezwzględni – Mordercza Ma
- 2011: Scooby-Doo: Klątwa potwora z głębin jeziora – pani Trowburg
- 2011: Koszmarny Karolek – kucharka
- 2014: Hotel 13 – Amalia Henings